# Río Tocoa (vattendrag i Honduras)
Río Tocoa är ett vattendrag i Honduras.   Det ligger i departementet Departamento de Colón, i den centrala delen av landet, 220 km nordost om huvudstaden Tegucigalpa.